# Luigi Cremona

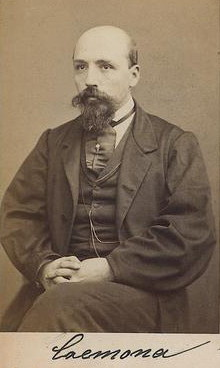
Luigi Cremona

Luigi Cremona (Pavia, 7 december 1830 - Rome, 10 juni 1903) was een Italiaans wiskundige. Zijn leven was gewijd aan de studie van de meetkunde en de hervorming van het voortgezet wiskundig onderwijs in Italië. Zijn reputatie berust vooral op zijn Introduzione ad una Teoría geometrica delle curve Piane. Met name verrijkte hij de kennis van de algebraïsche krommen en de algebraïsche oppervlakken. In de bouwkunde is hij bekend door zijn invloed in de grafostatica, die nodg was bij de bouw van stalen spoorbruggen en stationskappen.